# Eumelea genuina
Eumelea genuina là một loài bướm đêm trong họ Geometridae.